# مولدراو
مولدراو (بالإنجليزية: Muldraugh, Kentucky)‏ هي مدينة تقع في مقاطعة ميد، كنتاكي, مقاطعة هاردين، كنتاكي بولاية كنتاكي في وسط جنوب شرق الولايات المتحدة. تبلغ مساحة هذه المدينة 1.5 (كم²)، وترتفع عن سطح البحر 225 م، بلغ عدد سكانها 1053 نسمة في عام 2012 حسب إحصاء مكتب تعداد الولايات المتحدة وتصل الكثافة السكانية فيها 874.4 نسمة/كم2.

## التركيبة السكانية
حدّد مكتب تعداد الولايات المتحدة بيانات التركيبة السكانية لمولدراو في تعداد الولايات المتحدة. في ما يلي، التركيبة السكانية حسب تعدادي 2000 و2010.

### تعداد عام 2000
بلغ عدد سكان مولدراو 1,298 نسمة بحسب تعداد عام 2000، وبلغ عدد الأسر 519 أسرة وعدد العائلات 319 عائلة مقيمة في المدينة. في حين سجلت الكثافة السكانية 954.4 نسمة لكل كيلومتر مربع (2,471.9/ميل2). وبلغ عدد الوحدات السكنية 635 وحدة بمتوسط كثافة قدره 466.9 لكل كيلومتر مربع (1,209.3/ميل2).
وتوزع التركيب العرقي للمدينة بنسبة 82.36% من البيض و9.94% من الأمريكيين الأفارقة و1.39% من الأمريكيين الأصليين و1% من الأمريكيين ذوي الأصول الآسيوية و0.08% من سكان جزر المحيط الهادئ و2.16% من الأعراق الأخرى و3.08% من عرقين مختلطين أو أكثر و7.01% من الهسبانيون أو اللاتينيون من أي عرق.
بلغ عدد الأسر 519 أسرة كانت نسبة 38.3% منها لديها أطفال تحت سن الثامنة عشر تعيش معهم، وبلغت نسبة الأزواج القاطنين مع بعضهم البعض 38.2% من أصل المجموع الكلي للأسر، ونسبة 17% من الأسر كان لديها معيلات من الإناث دون وجود شريك،  بينما كانت نسبة 6.4% من الأسر لديها معيلون من الذكور دون وجود شريكة وكانت نسبة 38.5% من غير العائلات. تألفت نسبة 30.8% من أصل جميع الأسر من عدة أفراد يعيشون في نفس المنزل ونسبة 6% كانت تتألف من شخص يعيش بمفرده يبلغ من العمر 65 عاماً أو أكثر. وبلغ متوسط حجم الأسرة المعيشية 2.50، أما متوسط حجم العائلات فبلغ 3.12.
بلغ العمر الوسطي للسكان 29.3 عاماً. وكانت نسبة 28.2% من القاطنين تحت سن الثامنة عشر، وكانت نسبة 13.6% بين الثامنة عشر والرابعة والعشرين عاماً، ونسبة 34.7% كانت واقعةً في الفئة العمرية ما بين الخامسة والعشرين والرابعة والأربعين عاماً، ونسبة 16.4% كانت ما بين الخامسة والأربعين والرابعة والستين، ونسبة 7.1% كانت ضمن فئة الخامسة والستين عاماً فما فوق. يوجد لكل 100 أنثى 104.4 ذكر، ويوجد لكل 100 أنثى في الثامنة عشر من عمرها فما فوق 107.6 ذكر.
بلغ متوسط دخل الأسرة في المدينة 29,712 دولارًا، أما متوسط دخل العائلة فبلغ 31,625 دولارًا. وكان متوسط دخل الذكور 27,955 دولارًا مقابل 20,450 دولارًا للإناث. وسجل دخل الفرد الخاص بالمدينة 13,318 دولارًا. وكانت نسبة 19.5% من العائلات ونسبة 20.7% من السكان تحت خط الفقر، وكان من هؤلاء نسبة 27.5% تحت سن الثامنة عشر ونسبة 23.9% في الخامسة والستين من العمر وما فوق.

### تعداد عام 2010
بلغ عدد سكان مولدراو 947 نسمة بحسب تعداد عام 2010، وبلغ عدد الأسر 416 أسرة وعدد العائلات 221 عائلة مقيمة في المدينة. في حين سجلت الكثافة السكانية 696.3 نسمة لكل كيلومتر مربع (1,803.4/ميل2). وبلغ عدد الوحدات السكنية 539 وحدة بمتوسط كثافة قدره 396.3 لكل كيلومتر مربع (1,026.4/ميل2).
وتوزع التركيب العرقي للمدينة بنسبة 85.53% من البيض و6.97% من الأمريكيين الأفارقة و0.53% من الأمريكيين الأصليين و0.53% من الأمريكيين ذوي الأصول الآسيوية و0.32% من سكان جزر المحيط الهادئ و1.27% من الأعراق الأخرى و4.86% من عرقين مختلطين أو أكثر و2.85% من الهسبانيون أو اللاتينيون من أي عرق.
بلغ عدد الأسر 416 أسرة كانت نسبة 26.7% منها لديها أطفال تحت سن الثامنة عشر تعيش معهم، وبلغت نسبة الأزواج القاطنين مع بعضهم البعض 35.6% من أصل المجموع الكلي للأسر، ونسبة 12.3% من الأسر كان لديها معيلات من الإناث دون وجود شريك،  بينما كانت نسبة 5.3% من الأسر لديها معيلون من الذكور دون وجود شريكة وكانت نسبة 46.9% من غير العائلات. تألفت نسبة 38.7% من أصل جميع الأسر من عدة أفراد يعيشون في نفس المنزل ونسبة 7.7% كانت تتألف من شخص يعيش بمفرده يبلغ من العمر 65 عاماً أو أكثر. وبلغ متوسط حجم الأسرة المعيشية 2.28، أما متوسط حجم العائلات فبلغ 3.05.
بلغ العمر الوسطي للسكان 32.4 عاماً. وكانت نسبة 22.8% من القاطنين تحت سن الثامنة عشر، وكانت نسبة 16.2% بين الثامنة عشر والرابعة والعشرين عاماً، ونسبة 29.8% كانت واقعةً في الفئة العمرية ما بين الخامسة والعشرين والرابعة والأربعين عاماً، ونسبة 24.1% كانت ما بين الخامسة والأربعين والرابعة والستين، ونسبة 7.2% كانت ضمن فئة الخامسة والستين عاماً فما فوق. وتوزع التركيب الجنسي للسكان بنسبة 51.4% ذكور و48.6% إناث.

## وصلات خارجية
- The US50 - Cities and Towns in Kentucky State